# Keith O'Brien

Keith Michael Patrick kardinál O'Brien (17. března 1938, Ballycaste – 19. března 2018) byl skotský římskokatolický kněz, bývalý arcibiskup svatoondřejsko-edinburský a kardinál.

## Životopis
Studoval na univerzitě a v kněžském semináři v Edinburghu, kde rovněž přijal 3. dubna 1965 kněžské svěcení z rukou Gordona kardinála Graye. Dvacet let působil jako duchovní ve svatoondřejsko-edinburské arcidiecézi.
Dne 30. května 1985 ho papež Jan Pavel II. jmenoval v této arcidiecézi arcibiskupem. V roce 1986 nakrátko převzal funkci apoštolského administrátora v diecézi Argyll. Má duchovně blízko k Maltézskému řádu. Při konzistoři 21. října 2003 byl jmenován kardinálem. Jeho titulárním kostelem se stal římský kostel sv. Jáchyma a sv. Anny.
V roce 2013 O'Brien čelil obvinění ze sexuálního obtěžování jiných kněží v 80. letech. Nevhodné sexuální chování v minulosti přiznal, odstoupil z místa arcibiskupa a vzdal se možnosti volit nového papeže. "Byly časy, kdy mé sexuální chování kleslo pod standardy očekávané ode mě jako kněze, arcibiskupa a kardinála. Těm, které jsem urazil, se omlouvám a žádám o odpuštění," uvedl po oznámení své rezignace. O'Brien, který byl znám jako velký odpůrce homosexuálů, žil údajně mnoho let s jiným mužem.
Keith O'Brien byl zastáncem některých změn v církvi. V únoru 2013 prohlásil, že římskokatolickým kněžím by se mělo dovolit se ženit a mít děti. Celibát podle něj nemá boží původ, nebyl požadován Ježíšem.
V květnu 2013 se kardinál O´Brien, který se nezúčastnil konkláve pro volbu papeže Františka, ze stejných důvodů stáhl se souhlasem papeže ze Skotska na několik měsíců modlitby, duchovní obnovy a pokání. 
Dne 20. března 2015 se vzdal všech práv a povinností spojených se službou kardinála.
Dne 19. března 2018 zemřel na následky zranění způsobených pádem.